# Club Atlético Boca Juniors 1907
Questa voce raccoglie le informazioni riguardanti il Boca Juniors nelle competizioni della stagione 1907.

## Stagione
Il 1907, oltre a vedere il Boca Juniors impegnato in diversi tornei ed amichevoli, è l'anno in cui debutta la divisa azul y oro che ancora la squadra indossa. La scelta dei colori viene attribuita allo stesso presidente del Boca Juan Rafael Bricchetto (che però cederà la carica a Dollenz il 27 settembre), il quale rimase colpito dai colori della bandiera della Svezia, notati grazie alle numerose navi che attraccavano al porto di Buenos Aires.
Per quanto riguarda il lato prettamente sportivo, il Boca disputa solo 2 partite (stravincendole entrambe) nella Liga Central de Football e, successivamente, partecipa al campionato organizzato da un'altra lega indipendente, la Asociación Porteña de Foot-ball, in cui si scontrerà con il General Arenales, il Barracas Central e il Gath & Chaves. Avendo vinto entrambe 5 partite ed avendone persa una, il Boca e il General Arenales si sfidano in una finale. Il Boca vince la finale 4-1, ma il General Arenales protesta ed ottiene la disputa di una nuova finale, che finisce però in pareggio, 3-3. La partita decisiva viene vinta dal General Arenales per 1-0, aggiudicandosi così il torneo. Nel settembre 1907 il Boca partecipa ad un altro torneo della Liga Albión, dove nel gruppo B vede come avversari il Santa Rosa B, il Santa Rosa C (cioè la seconda e la terza squadra di una delle due anime originarie del River Plate) e l'Honor y Patria. Vincendo il girone, il Boca Juniors ottiene il diritto di partecipare alla finale del campionato vinta 4 a 1 contro il San Telmo, che si disputerà nel 1908.
Il 1907 segna anche l'anno in cui il Boca Juniors disputa la sua prima partita internazionale: verso la fine dell'anno disputa un'amichevole in casa contro la squadra uruguayana dell'Universal.

## Maglie e sponsor
La maglia cambia leggermente rispetto alla stagione 1905, con una divisa bianca con sottili righe azzurre.
| 1ª divisa |

## Rosa
| N. |                      | Ruolo | Calciatore           |
| -- | -------------------- | ----- | -------------------- |
|    | Uruguay (bandiera)   | D     | Luis Cerezo          |
|    | Argentina (bandiera) | P     | Juan De Los Santos   |
|    | Argentina (bandiera) | A     | Juan Eloiso          |
|    | Argentina (bandiera) | P/D/A | José Farenga         |
|    | Argentina (bandiera) | C/A   | Juan Antonio Farenga |
|    | Argentina (bandiera) | A     | Pedro Moltedo        |

| N. |                      | Ruolo | Calciatore        |
| -- | -------------------- | ----- | ----------------- |
|    | Argentina (bandiera) | C     | Alberto Penney    |
|    | Argentina (bandiera) | A     | Arturo Penney     |
|    | Argentina (bandiera) | C     | Juan Priano       |
|    | Argentina (bandiera) | C     | Guillermo Ryan    |
|    | Argentina (bandiera) | C     | Marcelino Vergara |

## Calciomercato

### Operazioni esterne alle sessioni
| Acquisti         | Acquisti         | Acquisti         | Acquisti         |
| Altre operazioni | Altre operazioni | Altre operazioni | Altre operazioni |
| R.               | Nome             | da               | Modalità         |
| ---------------- | ---------------- | ---------------- | ---------------- |
| A                | Juan Eloiso      | -                | -                |

| Cessioni         | Cessioni          | Cessioni         | Cessioni         |
| Altre operazioni | Altre operazioni  | Altre operazioni | Altre operazioni |
| R.               | Nome              | a                | Modalità         |
| ---------------- | ----------------- | ---------------- | ---------------- |
| P/D              | Ramón D. Ferreiro | -                | -                |
| A                | Germán Grande     | -                | -                |
| A                | E. Rodríguez      | -                | -                |